# 盆ダンス
「盆ダンス」（ぼんダンス）は、2005年2月18日に ビクターより発売された橋幸夫の171枚目のシングルで、12cmCD（VICL-35779）とカセットテープ版（VISL-30591）で発売された。	

## 概要
- 2005年は橋のデビュー45周年にあたっており、これを記念して制作発売された。ジャケットにも「45周年記念曲」と記載されている。
- 作詞は木下龍太郎、作曲は谷口尚久で、橋とは二人とも初めての共演となる。
- 楽曲制作のきっかけは、橋が認知症の母を抱えていた時、診断した専門家から「踊りは人に本来備わっている自浄作用」「お母さんを踊らせてあげたい」といわれたことが、気になっていたこと[1]。
- 3年前の2002年には「ねぶた節」（「北回帰線」のc/w）、前年の2004年には「燃えろ水戸の夏まつり（c/w お元気人生）」を自身で作曲して発売し、祭の復権に取り組んだ橋だが、45周年の節目にあたって、あらためて「日本文化の原点は祭り.......その中でも一番ポピュラーなのが夏祭り.......その夏祭りのイメージを広げ、もっと楽しく気軽に、世代を超えて皆で踊れる世界があれば」との願いを込めたとしている[2]。
- 振付は兄弟弟子の花柳糸之
- c/w曲は2曲で、「優駿の風」と「テムジン～蒼き狼の伝説～」。楽曲制作のきっかけは2004年にモンゴル政府より親善大使の依頼を受け、モンゴルを訪れ、馬頭琴の響きに魅了されたことにある[3]。
- 「優駿の風」は、2005年3月に開催された「愛・地球博」で、モンゴル館のテーマソングとなった。
- 「優駿の風」と「テムジン～蒼き狼の伝説～」は、いずれも作詞は椎名透明、作曲は前作「燃えろ水戸の夏まつり」に続いて橋幸夫本人（勅使原煌名義）、編曲は伊豆のりおである。

## 収録曲
1. 盆ダンス
作詞：木下龍太郎、作曲：谷口尚久　編曲：伊豆のりお
2. 優駿の風
作詞：椎名透明、作曲：勅使原煌、編曲：伊豆のりお
3. テムジン～蒼き狼の伝説～
作詞：椎名透明、作曲：勅使原煌、編曲：伊豆のりお

## 収録アルバム
- 『橋幸夫　ザ・ベスト』（2012年7月25日） VICL-63901
- 『橋幸夫ベスト～踊り唄～』（2008年11月19日）VICL-63156
- 『橋幸夫ベスト～盆ダンス～』（2005年11月23日）VICL-61820
- 『元祖！リズム歌謡』（2005年6月29日）VICL-61686
- 『ビクター最新歌謡ヒット』（2006年9月27日） VICL-62580